# Elvis Presley
Elvis Aaron Presley (n. 8 ianuarie 1935, Tupelo, Mississippi - d. 16 august 1977, Memphis, Tennessee) a fost un cântăreț și actor american, cunoscut frecvent ca Regele Rock 'n' Roll-ului sau simplu, The King, cu toate ca a obținut și trei premii Grammy pentru muzică Gospel.

## Copilărie

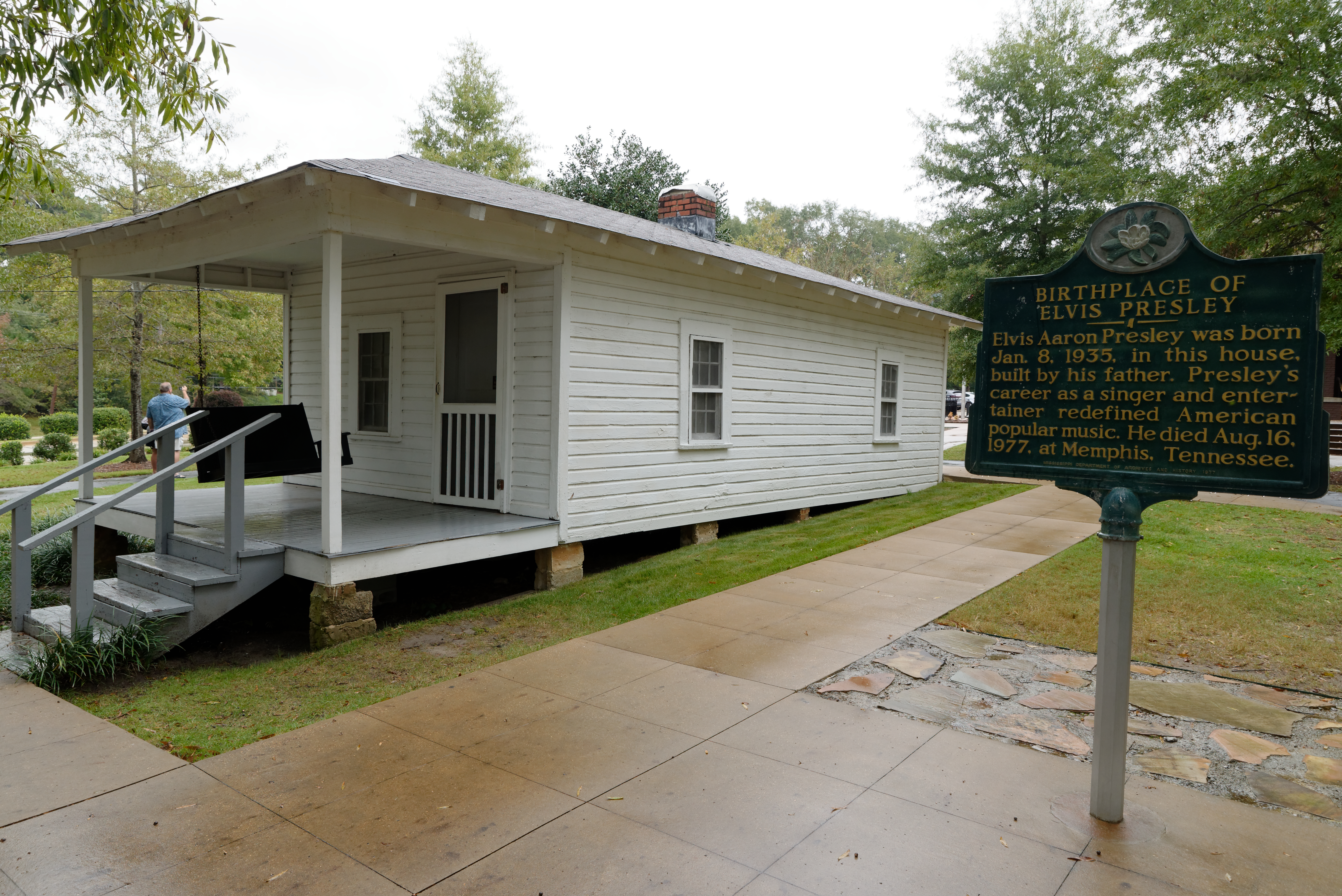
Casa în care s-a născut Elvis Presley din Tupelo, Mississippi.

În ziua de 8 ianuarie 1935, în Tupelo, un mic orășel din statul american Mississippi, într-o casă modestă, Gladys Presley aduce pe lume doi gemeni. Primul, Jesse Garon s-a născut mort, dar cel de-al doilea, Elvis Aaron Presley s-a născut fără probleme, devenind singurul copil al familiei. Copilul a crescut în mijlocul familiei, alături de rudele care locuiau în aceeași zonă a orașului Tupelo. Deși trăiau în condiții grele, totuși Vernon și Gladys Presley se străduiau să-i asigure cele necesare micului Elvis, care devenise acum centrul atenției celor doi.
În Tupelo, Elvis are și primele contacte cu muzica. De mic cânta în corul bisericii împreună cu familia, muzica și predicile înrădăcinându-se adânc în modul de a gândi al muzicianului. Tot în orașul natal are pentru prima dată ocazia de a-i asculta pe blues-manii negri, care vor avea o mare influență asupra tânărului, alături de muzica country din programele radio pe care le asculta întreaga familie.
Prima apariție pe scenă are loc la vârsta de doar 10 ani, când cântă Old Shep în cadrul unui concurs de tinere talente organizat în Tupelo, cu ocazia târgului Mississippi-Alabama Fair and Diary Show, câștigând premiul al doilea (cinci dolari și posibilitatea de a intra gratis la toate atracțiile târgului). La această vârstă, primește în dar și prima chitară, părinții neputându-și permite bicicleta mult dorită de fiu. În 1948, cu ocazia serbării de final a anului școlar, micul Elvis cânta la chitară și voce piesa Leaf on a Tree (O frunză într-un copac).
Nu după mult timp se mută în nordul orașului Memphis, în încercarea părinților săi de a-și croi o viață mai bună. Aici muncește în diferite locuri pentru a sprijinii financiar familia, în paralel urmând liceul și continuând să cânte la chitară. Își lasă părul lung (în comparație cu standardele vremii) și perciunii să crească, ceea ce îl face să se distingă de ceilalți adolescenți. Participă la un concurs de talente, unde, cântând la chitară într-un stil considerat dur și agresiv, primește mai multe aplauze decât toți ceilalți, câștigând premiul întâi.

## Începutul carierei muzicale
După absolvirea liceului, muncește în diferite fabrici din oraș, iar în 1953 înregistrează primul demo la Memphis Recording Service (mai târziu cunoscut sub numele de Sun Studio) contra sumei de patru dolari. Acesta conține piesele My Happiness (Bucuria mea) și That's When Your Heartaches Begin (Atunci încep durerile tale de inimă) și este făcut cadou mamei sale. La începutul anului 1954 înregistrează un al doilea demo la același studio, iar în vară la sugestia patronului - Sam Phillips - înregistrează o serie de cinci single-uri printre care și celebrul That's All Right alături de Scotty Moore (chitară) și Bill Black (bas). Alături de aceștia obține contracte în mici cluburi din Sud continuând totodată să lucreze și la Crown Electric. După ce este respins la preselecția pentru Grand Ole Opry fiind îndrumat de organizatori să se întoarcă la slujba sa de conducător de camioane, i se oferă un contract pe un an de zile pentru a cânta în fiecare săptămână în cadrul programului Louisiana Hayride realizat de KWKH Radio, principalul concurent al Grand Ole Opry. Aici îl întâlnește pe Tom Parker (care se autointitula "Colonelul"), promotor și manager cu care în 1955 va semna un contract.
În noiembrie 1955, Elvis semnează cu RCA Records, Colonel Parker negociind vânzarea tuturor înregistrărilor făcute la Sun Studio de către interpret contra imensei (în acele vremuri) sume de 40.000 de dolari plus un bonus de 5.000 de dolari pentru Presley. Cele cinci single-uri au fost relansate de către RCA, Elvis devenind cel mai mediatizat nou interpret din industria muzicală. Pe 10 ianuarie 1956, Elvis participa la o sesiune de înregistrări în studioul RCA din Nashville alături de grupul back in vocals Jordanaires, unde printre alte piese va înregistra și Heartbreak Hotel
. Single-ul Heartbreak Hotel / I Was The One este promovat de RCA și a fost vândut în peste 300.000 de exemplare numai în primele trei săptămâni, fiind și primul single al lui Elvis ce va înregistra vânzări de peste un milion de exemplare, aducându-i interpretului primul disc de aur.

## Faimă

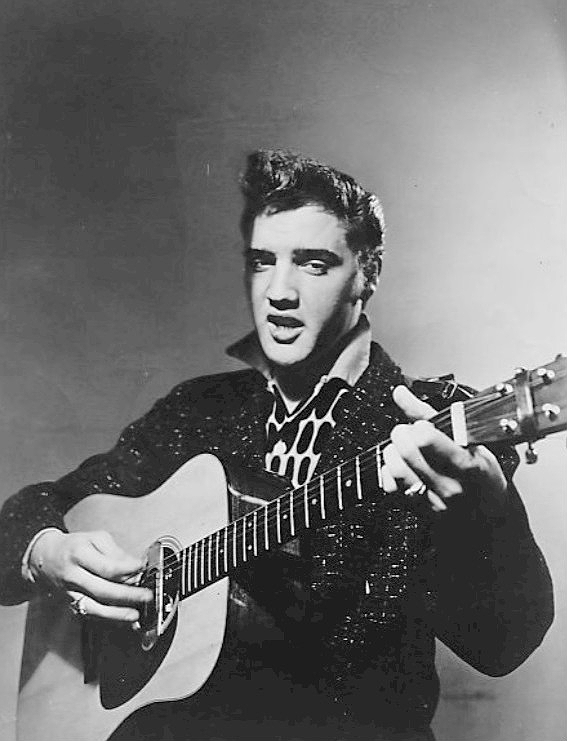
Elvis Presley în cadrul primei sale apariții televizate, 1956

28 ianuarie 1956 este momentul primei sale apariții într-o emisiune de televiziune "Stage Show" la CBS. Tot în acest an îi apare și primul album intitulat Elvis Presley, care a ajuns foarte repede pe prima poziție în Billboard 200 și a rămas acolo timp de zece săptămâni. Semnează un contract pe șapte ani cu Paramount Pictures, apare la The Steve Allen Show la NBC unde cântă Hound Dog, continuă să concerteze în toată America, lansează single după single și semnează un contract pentru o serie de trei apariții la Ed Sullivan Show contra sumei record, în acel moment, de 50.000 de dolari. Pe 26 septembrie este proclamată Ziua Elvis Presley în orașul natal Tupelo, iar la mijlocul lui noiembrie are loc premiera primului său film - Love Me Tender. Pelicula are un succes imens, iar Elvis primește recenzii favorabile din partea criticilor. A fost un an extraordinar pentru copilul minune al Americii, vânzările de pe urma numelui lui Elvis ajungând la un total de 22 de milioane de dolari, nemaivorbind de avântul pe care cariera sa l-a luat atât din punct de vedere muzical cât și actoricesc.
Începutul anului 1957 îl găsește lucrând la al doilea său film - Loving You. În martie cumpără Graceland, atât pentru el cât și pentru familia sa, iar în mai începe lucrul la filmul Jailhouse Rock. Totodată cântă pentru prima data în Canada și Hawaii, filmează King Creole la începutul anului 1958, apoi este recrutat în armata Statelor Unite pentru satisfacerea stagiului militar.
Pe 14 august 1958, Gladys Presley moare de hepatită, la doar 46 de ani. Elvis rămâne profund îndurerat. În noiembrie 1959 o cunoaște pe Priscilla Ann Beaulieu, fată vitregă a căpitanului Joseph Beaulieu, ce tocmai fusese transferat din Texas la Weisenbadem Air Force Base unde Elvis fusese repartizat. Aceasta, în vârstă de 14 ani și jumătate, îi va deveni mai târziu soție. La începutul lui martie 1960 este lăsat la vatră și începe să lucreze la noul album, întitulat Elvis is Back ("Elvis s-a întors"). Începe filmările la G.I. Blues, iar mai târziu la Flaming Star și Wild in the Country.

## Revenire la muzică

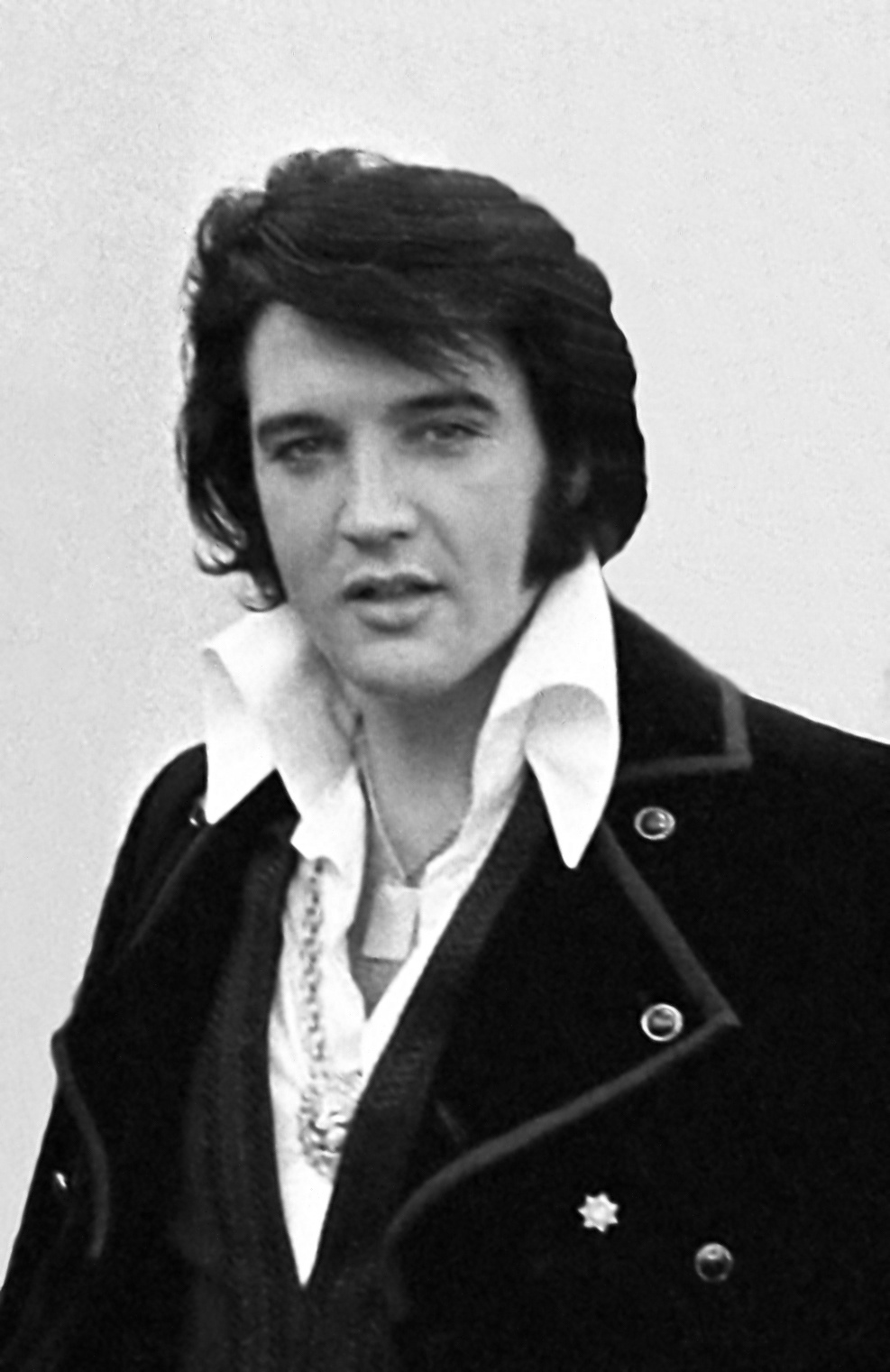
Elvis Presley în 1970

La începutul anului 1969 revine în Memphis unde înregistrează două albume extraordinare – From Elvis in Memphis și From Memphis to Vegas, from Vegas to Memphis – ce vor conține printre altele marile hituri In the ghetto, Suspicious minds, Don't cry, daddy și Kentucky rain. În martie 1969, Presley se reîntoarce pe platourile de filmare pentru ceea ce va fi ultimul său film – Change Of Habit.
În august susține în Las Vegas o serie de spectacole, ce vor stabili un nou record în ceea ce privește audiența concertelor ce aveau loc în orașul cazinourilor. La sfârșitul anului 1969 este lansat single-ul Suspicious Minds care devine primul lui single ce ajunge pe locul întâi în topul Billboard de la Good Luck Charm în 1962. În februarie 1970 înregistrează un album în direct în Las Vegas ce poartă numele On Stage. În noiembrie, același an, apare documentarul That's The Way It Is ce are un mare succes atât din punctul de vedere al criticilor cât și al încasărilor.
Din acest moment și până în august 1977, viața lui Elvis este un șir nesfârșit de concerte și turnee, apariții la emisiuni de televiziune, înregistrări de albume, atât de studio, cât și în direct, și de single-uri. În iunie 1972 stabilește un record de audiență, reușind să susțină 4 spectacole consecutive sold-out la celebra arenă Madison Square Garden. În ianuarie 1973, în premieră, este transmis prin satelit, spectacolul "Aloha" from Hawaii, fiind vizionat în direct în 36 de țări de pe toate continentele, audiența estimată fiind de 1,5 miliarde telespectatori. Singurul lucru notabil este divorțul de Priscilla în octombrie 1973, care s-a mutat după scurt timp din reședința de la Graceland împreună cu fiica lor, Lisa Marie. Stresul turneelor și lipsa de odihnă încep să-și spună cuvântul, Elvis având nevoie de mai multe spitalizări. Tot în această perioadă începe să ia diverse pastile energizante și tot felul de alte droguri. Pe 16 august 1977, întors la Graceland, Elvis pregătește ultimele detalii în legătură cu spectacolul ce avea să-l susțină în Portland (Maine) a doua zi și apoi se retrage pentru a se odihni. Este găsit mort a doua zi dimineața în urma unui infarct miocardic. Vestea se răspândește cu rapiditate, întreaga lume fiind în stare de șoc.

## Importanță și evenimente postmortem
Timp de 22 de ani, Regele Rock-and-Roll-ului s-a pus în slujba muzicii și a celor din jurul său. 31 de filme și 2 documentare, 64 de albume de studio sau în direct, 149 de single-uri și nenumărate concerte; acestea sunt doar câteva din cifrele ce pot caracteriza o carieră fantastică, din care puține realizări lipsesc. Poate doar un turneu în Europa, Asia sau Australia dar până la urmă și acestea au fost realizate: în 1997, cu ajutorul tehnologiei s-a pus în scena un concert extraordinar numit Elvis in Concert '97 în Memphis la Mid-South Colloseum. Elvis a fost acompaniat de peste 30 dintre foștii săi colegi de turnee împreuna cu Orchestra Simfonica din Memphis. Ulterior, în 1999 a avut loc un turneu și în Europa.
Sute de discuri de aur sau platină primite pentru numărul record de discuri vândute (peste un miliard), 14 nominalizări la premiile Grammy, dintre care trei câștigate (pentru albumul How Great Thou Art - 1967, albumul He Touched Me - 1972 și pentru înregistrarea în direct a cântecului How Great Thou Art - 1974), premiul pentru întreaga carieră decernat la vârsta de numai 36 de ani sau primirea din partea United States Junior Chamber of Commerce în 1971 a titlului de Unul dintre cei zece cei mai merituoși tineri ai națiunii sunt numai câteva din onorurile pe care le-a primit Elvis Presley.
Postmortem, în 1984 i s-a decernat de către Blues Fundation din Memphis premiul W.C. Handy pentru păstrarea în viață a blues-ului în muzica sa. În 1986 a fost în primul grup de cântăreți ce a intrat în Rock-and-Roll Hall of Fame, iar în 1998 a fost introdus în Country Music Hall of Fame. În 2001, odată cu intrarea sa în Gospel Music Hall of Fame, Presley a devenit singurul interpret membru al tuturor celor trei anuale. În 1992, Serviciul Poștal American a anunțat că imaginea lui Elvis va apărea pe un timbru poștal comemorativ. Acesta a fost lansat pe 8 ianuarie 1993 și îl înfățișează pe Regele Rock-and-Roll-ului în postura tânărului cântăreț de la mijlocul anilor 1950.
În final, dar nu și în ultimul rând, se poate vorbi despre ceea ce este mai puțin cunoscut vis-a-vis de omul Elvis. Este știut faptul că acesta avea obiceiul de a dărui Cadillac-uri, bani și bijuterii, de multe ori sub impulsul momentului. Ceea ce este mai puțin știut este faptul că pe lângă concertele de caritate pe care le dădea periodic, mai avea obiceiul de a-i întreține pe cei din jurul lui: prieteni, familie, chiar și oameni străini, plătindu-le facturile și datoriile, spitalizările, cumpărându-le case sau întreținându-le familiile. Mulți ani de zile acesta a dăruit mai mult de o mie de dolari pe an fiecăruia dintre chitariștii ce locuiau în Memphis, iar activitatea caritabilă a acestuia continuă și în zilele noastre prin intermediul Elvis Presley Charitable Foundation.

## Filmografie selectivă
- 1956 Iubește-mă tandru (Love Me Tender), regia Robert D. Webb
- 1957 Loving You, regia Hal Kanter
- 1957 Prietenie cu cântec (Jailhouse Rock), regia Richard Thorpe
- 1958 King Creole, regia Michael Curtiz
- 1960 Cafe Europa (G.I. Blues), regia Norman Taurog
- 1960 Steaua căzătoare (Flaming Star), regia Don Siegel
- 1961 Cerul albastru din Hawai (Blue Hawaii), regia Norman Taurog
- 1962 Urmează-ți visul (Follow that Dream), regia Gordon Douglas
- 1962 Kid Gallahad, regia Phil Karlson
- 1962 Girls! Girls! Girls!, regia Norman Taurog
- 1963 It Happened at the World's Fair
- 1963 Veselie la Acapulco (Fun in Acapulco), regia Richard Thorpe
- 1964 Dragoste la Las Vegas (Viva Las Vegas), regia George Sidney
- 1964 Kissin' Cousins, regia Gene Nelson
- 1964 Parcul de distracții (Roustabout), regia John Rich
- 1965 O fată fericită (Girl Happy), regia Boris Segal
- 1965 Tickle Me, regia Norman Taurog
- 1965 Harum Scarum, regia Gene Nelson
- 1966 Frankie și Johnny (Frankie and Johnny), regia Frederick de Cordova
- 1966 Paradise, Hawaiian Style
- 1966 Spinout
- 1967 Comoara de pe epavă (Easy Come,Easy Go), regia John Rich
- 1967 Un bucluc cu repetiție (Double Trouble), regia Norman Taurog
- 1967 Dragoste la Miami (Clambake), regia Arthur Nadel
- 1968 Stay away, Joe
- 1968 Autodromul (Speedway), regia Norman Taurog
- 1968 Live a little, Love a little
- 1969 Charro!, regia Charles Marquis Marren
- 1969 Fetele-s de vină (The trouble with girls), regia Peter Tewksbury
- 1969 Change of habit

În toată această perioadă, Elvis continuă să lanseze single-uri și albume ce ating primele zece poziții in topul Billboard. Pe 1 mai 1967 Elvis se căsătorește cu Priscilla Beaulieu în Las Vegas, iar pe 1 februarie 1968 se naște Lisa Marie Presley, singurul lor copil.

## Discografie

### Albume de studio
- Elvis Presley (1956)
- Elvis (1956)
- Elvis' Christmas Album (1957)
- Elvis Is Back! (1960)
- His Hand in Mine (1960)
- Something for Everybody (1961)
- Pot Luck (1962)
- Elvis for Everyone! (1965)
- How Great Thou Art (1967)
- From Elvis in Memphis (1969)
- From Memphis to Vegas / From Vegas to Memphis (1969)
- That's the Way It Is (1970)
- Elvis Country (I'm 10,000 Years Old) (1971)
- Love Letters from Elvis (1971)
- Elvis sings The Wonderful World of Christmas (1971)
- Elvis Now (1972)
- He Touched Me (1972)
- Elvis (1973)
- Raised on Rock / For Ol' Times Sake (1973)
- Good Times (1974)
- Promised Land (1975)
- Today (1975)
- From Elvis Presley Boulevard, Memphis, Tennessee (1976)
- Moody Blue (1977)